# Juan de Hohenzollern-Sigmaringen
El Príncipe Juan de Hohenzollern-Sigmaringen (17 de agosto de 1578, Sigmaringen - 22 de marzo de 1638, Múnich) fue el Conde reinante de Hohenzollern-Sigmaringen de 1606 a 1623. Fue elevado al rango de príncipe en 1623 de modo que fue Príncipe de Hohenzollern-Sigmaringen desde 1623 hasta su muerte.

## Biografía

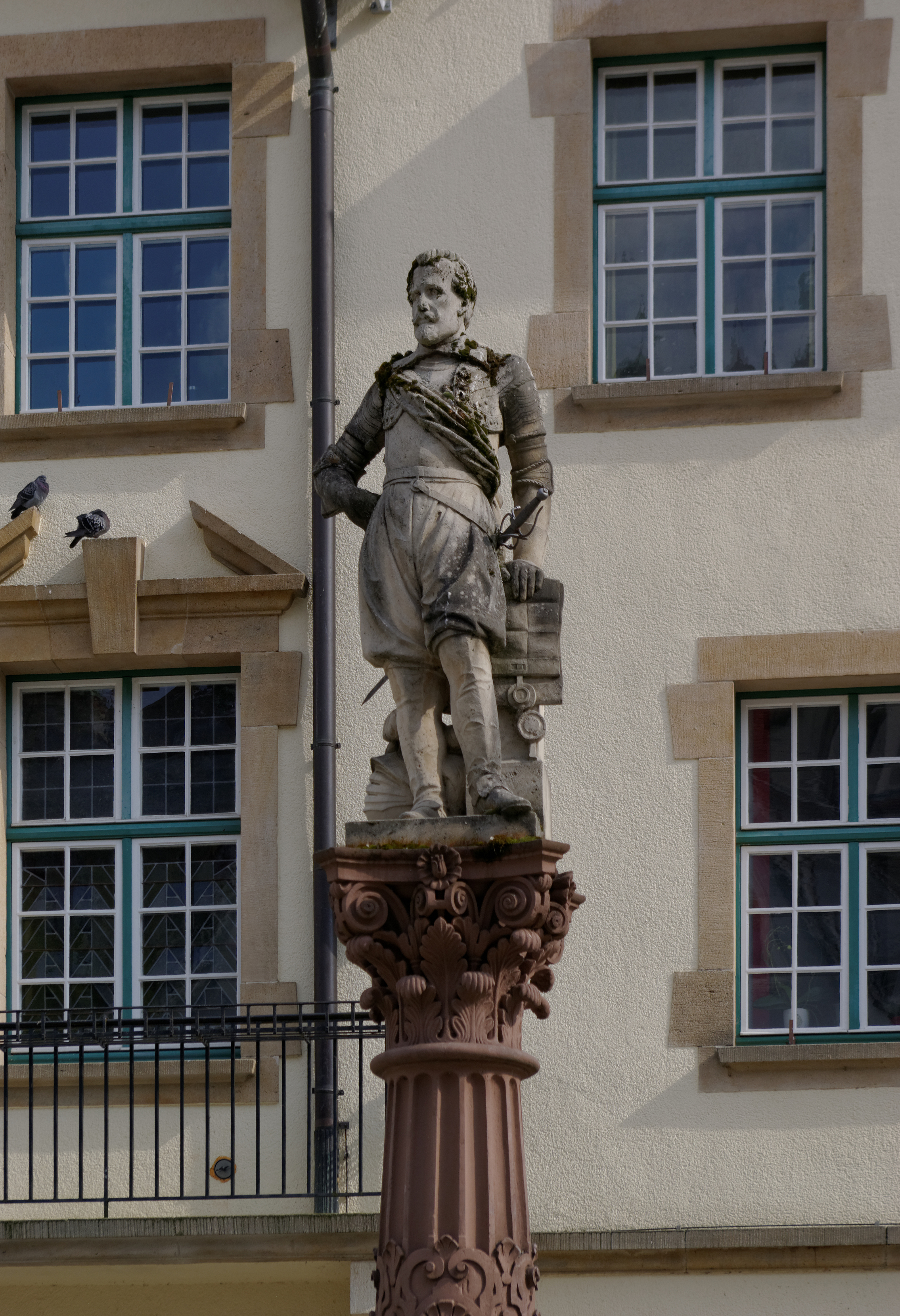
Memorial al Príncipe Juan de Hohenzollern-Sigmaringen en la fuente del mercado de Sigmaringen, por Hans Baur, 1891.

Juan era el hijo mayor superviviente del Conde Carlos II de Hohenzollern-Sigmaringen (1547-1606), de su matrimonio con Eufrosina (1552-1590), hija del Conde Federico V de Oettingen-Wallerstein. Estudió leyes y ciencias políticas en las Universidades de Friburgo y Ingolstadt.
El 30 de junio de 1602 en Sigmaringen, Juan contrajo matrimonio con la Condesa Juana (1581-1634), tres años menor que él, hija del Conde Eitel Federico IV de Hohenzollern-Hechingen.
El 8 de abril de 1606, su padre murió y Juan heredó el condado.
A diferencia de sus parientes quienes gobernaban el Electorado de Brandeburgo, la rama de Sigmaringen de la Casa de Hohenzollern permaneció en el Catolicismo. Sin embargo, Sigmaringen estaba situado en la inmediata vecindad del Evangélico Ducado de Wurtemberg, y por tanto en una posición prominente en el creciente conflicto confesional. Juan se alineó estrechamente con el Ducado de Baviera, pionero de la Liga Católica. El hijo y sucesor de Juan, Meinrado I, nació en Múnich en 1605.
La alianza con el Duque Maximiliano I de Baviera, quien había sido un amigo cercano del último emperador Fernando desde la adolescencia, obtuvo dividendo en 1623, después de que Bohemia hubiera sido sometida por Baviera y la misma Baviera hubiera sido elevado a un electorado, cuando Juan y su primo Juan Jorge de Hohenzollern-Hechingen fueron elevados a Príncipes.
En 1634, se extinguió la línea de Hohenzollern-Haigerloch y todo su territorio pasó a manos de Juan. Su situación financiera le permitió realizar substanciales donaciones a iglesias y monasterios en su territorio y ampliar aún más el Castillo de Sigmaringen.
Sigmaringen estuvo afectada por la devastación de la Guerra de los Treinta Años. En 1632, el Castillo de Sigmaringen fue conquistado por los suecos. En 1633, fue liberado por tropas imperiales. Sin embargo, durante la lucha sufrió un incendio. Juan huyó a Braunau am Inn, junto con el Duque Maximiliano, a quien servía como consejero secreto. Después de que Juan renunciara del servicio de Maximiliano, recibió el Señorío de Schwabegg del Duque. Permaneció en Baviera y murió a la edad de 60 años en 1638, cuatro años después de la muerte de su esposa. Ese mismo año, había sido elevado al rango de Príncipe Imperial, en otras palabras, recibió un asiento en el colegio de príncipes en la Dieta Imperial.

## Hijos
De su matrimonio con Juana tuvo los siguientes hijos:
- Meinrado I (1605-1681), Príncipe de Hohenzollern-Sigmaringen, desposó en 1635 a la Condesa Ana María de Toerring-Seefeld (1613-1682).
- María (1606-1674), desposó (1) en 1625 al Conde Pablo Andrea de Wolkenstein (1595-1635) y (2) al Barón Rodolfo Jorge de Haßlang (m. después de 1676).
- Eufrosina Sibila (16071636), desposó en 1628 al Conde Ernesto Benno de Wartenberg (1604-1666).